# Castell de Burg
El Castell de Burg és un edifici de Farrera (Pallars Sobirà) inclòs a l'Inventari del Patrimoni Arquitectònic de Catalunya. Està situat al cim d'un petit turó que rep el nom de lo Castell.

## Història
La vila de Burg és coneguda des de l'any 1032. Al segle xi Burg, Farrera i Baén pertanyeren als feudataris dels comtes del Pallars Jussà (el vescomte Isarn, Guitard, Tebdal, etc). Posteriorment els comtes de Pallars Sobirà n'esdevingueren senyors eminents, mentre que els seus feudataris, els Bellera i els vescomtes de Vilamur passaren a tenir-hi drets diversos i difícils de precisar. L'any 1130, Artau III de Pallars Sobirà infeudà els castells de Farrera i Burg a Arnau Mir Garreta.
L'any 1234, Roger de Comenge, comte de Pallars, i Guillem de Bellera concediren als habitants de Burg la facultat d'emprivar en tot un extens territori comprès entre el riu Cebollera, el pont del Romadriu i l'hospital de Vaell, i a la muntanya de Prat de Miró, fins al riu de Vaell i els termes d'Aós i de Civís. En darrera instància, els feudataris del Pallars havien de prestar homenatge al rei.
El 1278 Dalmau de Montcortès ho feu pel castell de Burg. El 1280 Pere el Gran en donà la potestat a Joan, procurador del vescomte de Vilamur. Empenyorat per Blanca de Bellera, comtessa de Pallars, el castell de Burg passà, a les acaballes del s. XIII, a mans dels comtes de Foix i vescomtes de Castellbò. L'any 1393 el comte Mateu I de Foix afranquí els habitants de Burg, Farrera i Mallolís del servei de guaita als castells del vescomtat pel preu de 100 florins d'or d'Aragó.
Dins el quarter de Tírvia, l'any 1519 Burg tenia 19 habitants i excel·lia per la seva fortalesa. El notari Pere Tragó, autor del «Spill manifest de totes les coses del vescomdat de Castellbò» publicat l'any 1519, escriví: En lo dit lloch ha fortalesa e una torre que ret castell e és molt fort.

## Arquitectura
La plataforma que hi ha al cim del petit turó on es va construir el castell té una amplada d'uns 12 metres. Al costat meridional hom hi veu aproximadament 11 metres de mur, dels quals només són visibles amb claredat uns 4 m. Només fa al voltant de 70 cm de gruix i té una alçada màxima de 2 metres. Al costat oest també s'endevina l'existència d'una paret. A la banda nord, sembla com si hi hagués hagut un vall, més o menys artificial i molt ample.
Les pedres d'aquests murs són de llicorella sense treballar. Pel que fa a la datació, cal pensar que cap al segle xi o XII es feu aquest castell o casa forta amb relació al poble proper, Burg, tal com s'esdevingué en molts pobles en aquesta època de feudalització de la societat.